# Otto Wiesinger
Otto Wiesinger (* 13. Juli 1879 in Ptuj; † 6. April 1962 in Wien) war ein österreichischer General der Infanterie.

## Leben

### k.u.k. Monarchie
Otto Wiesinger wurde 1897 aus der Infanterie-Kadettenschule Karlstadt als Kadett-Offiziersstellvertreter ausgemustert und zum Infanterie-Regiment 91 versetzt. Im Range eines Leutnants seit 1898 besuchte er von 1902 bis 1904 die Kriegsschule. Am 1. Mai 1903 zum Oberleutnant befördert, diente er ab 1. Mai 1908 im bosnisch-herzegowinischen Infanterieregiment 3. Am 1. Mai 1911 zum Hauptmann befördert, wurde er am 1. November 1912 zum Generalstab der 47. Infanterietruppen-Division befohlen. Im Ersten Weltkrieg wurde er am 24. Januar 1916 Generalstabschef des Kriegshafens Cattaro. Seit 1. Februar 1916 Major war er von Februar bis April 1917 Bataillonskommandant der Truppendienstleistung beim bosnisch-herzegowinischen Infanterieregiment 5. Vom 20. Dezember 1919 bis 11. November 1918 war er Generalstabschef der 50. Infanteriedivision. Ein halbes Jahr vor Kriegsende wurde er am 1. Mai 1918 noch zum Oberstleutnant im Generalstab befördert.

### Republik Österreich
Nach Übernahme in das österreichische Bundesheer arbeitete er 1920 im Bundesministerium für Landesverteidigung in der Abteilung Sachdemobilisierung. Die Ernennung zum Oberst erfolgte am 1. Januar 1921. 1923 zum Gruppenleiter in der Abteilung 6 beordert, wurde Wiesinger am 18. Mai 1925 als zugeteilter Offizier zum 2. Brigadekommando Wien versetzt. Es schloss sich am 29. Oktober 1925 die Beförderung zum Generalmajor an. Nach einem guten Jahr als zugeteilter Offizier übernahm Otto Wiesinger am 1. August 1926 als Kommandant die 2. Brigade und das Stadtkommando Wien von seinem Vorgänger Generalmajor Paul Hofmann.
Kurz vor Ende seiner militärischen Laufbahn übernahm er anlässlich der großen Truppenübung bei Wien am 3. und 4. September 1930 das Oberkommando über die Partei Blau mit der 2. und 3. Brigade sowie der Schnellbrigade.
Im Range eines Generals der Infanterie wurde Otto Wiesinger am 23. Februar 1931 in den Ruhestand versetzt.
Nach seiner Pensionierung veröffentlichte Otto Wiesinger verschiedene militärische Fachbücher, unter anderem Das Orientkorps über bosnisch-herzegowinischen Truppen im Ersten Weltkrieg.